# Siergiej Mielgunow

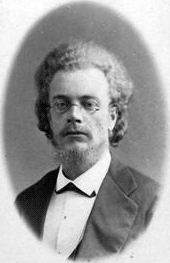
Siergiej Mielgunow

Siergiej Pietrowicz Mielgunow (ros. Серге́й Петро́вич Мельгуно́в, ur. 25 grudnia 1879?/6 stycznia 1880. w Moskwie, zm. 29 maja 1956 r. Champigny) – rosyjski historyk, współtwórca i w latach 1913–1923 redaktor miesięcznika historycznego „Gołos minuwszego”.
W 1920 roku skazany na karę śmierci w sfingowanym procesie. Karę zamieniono na uwięzienie, w 1921 r. zwolniono go, a w 1922 r. wydalono z Rosji Radzieckiej, pozbawiając obywatelstwa. W następnych latach żył na emigracji w Pradze, kontynuując pracę wydawniczą.

## Życiorys
Urodził się w starej, szlacheckiej, choć zubożałej rodzinie. Ojciec Piotr Pawłowicz Mielgunow (1847-1894) – znany botanik, historyk i pedagog. Zyskał sławę książką do nauki historii „Pierwsze lekcje historii”. Matka Nadieżda Fiodorowna (17.08.1853 – ?) pochodziła ze szlacheckiego rodu Gruszeckich.
Był członkiem organizacji antybolszewickich, jednym z najbardziej znanych rosyjskich historyków XX wieku, autorem prac o historii rewolucji rosyjskiej i wojnie domowej, utalentowanym publicystą, wydawcą magazynu „Głos przeszłości”, politykiem.
Był jednym z przywódców partii narodowo-socjalistycznej, „białym” emigrantem.
Jego działalność naukowa i publiczna jako historyka, publicysty, autora prac historycznych o historii cerkwi, masonerii, ruchów rewolucyjnych w Rosji, redaktora popularnego przed rewolucją magazynu „Głos przeszłości” (1913-1923), założyciela pierwszej w Rosji spółdzielni wydawniczej „Zadruga”, zbiegła się ze wszystkimi najważniejszymi momentami historii Rosji pierwszej połowy XX wieku.
Przeszedł tragiczną drogę, którą szła inteligencja w latach rewolucji, areszty, katownie WCZK-a, pokazowy proces w tak zwanej sprawie „Centrum taktycznego”, strach przed rozstrzelaniem. Został przemocą wygnany z kraju i w końcu rozczarowany ideami, współpracownikami, kolegami, żył jako emigrant, wyrwany ze swojego naturalnego środowiska, przeklęty i zapomniany przez rodaków.
Na emigracji Mielgunow ponownie zajął się historią, zaczął opisywać tworzącą się na jego oczach „Rosyjską Smutę". Jako pierwszy zaczął szczegółowo analizować kolejne etapy rosyjskiej rewolucji: od końca 1916 roku, aż do przechwycenia władzy przez bolszewików. Następnie przyszła kolej na wojnę domową, opisaną przez człowieka, którego nie sposób było uznać ani za wygranego, ani za przegranego. Później pisał książki historyczne o czerwonym terrorze i „niemieckim złocie” bolszewików.
Za swoje poglądy polityczne Mielgunow w bolszewickiej Rosji był uznawany „białogwardyjską wrogą bestię”.
Napisane przez niego prace historyczne wyzwały ostrą polemikę wśród rosyjskiej emigracji lat 30. XX wieku, w tym czasie jego nazwisko w ojczyźnie zostało skazane na całkowite zapomnienie.
Dopiero w końcu lat 90. XX wieku aktywność rosyjskiej emigracji i jej konsekwencje spowodowały, że nazwisko Mielgunowa zaczęło się pojawiać w życiu publicznym, a nie, jak to miało miejsce dotychczas, gdzie znała go jedynie wąska grupa historyków.

### Do 1917 roku
W 1906 Mielgunow wstąpił do Partii Konstytucyjno-Demokratycznej (kadetów), gdzie umieścił się na jej lewym skrzydle. W 1907 przeszedł do Partii Narodowo-Socjalistycznej. Jednocześnie zaczął publikować materiały historyczne w gazecie „Rosyjskie wiadomości”, w dziennikach „Rosyjskie bogactwo”, „Herald Europy”, „Myśl Rosyjska”, „Biuletyn Edukacyjny”. Publikował książki o historii cerkwi prawosławnej, szybko stał się uznanym autorytetem w tej dziedzinie.

### Mielgunow w 1917 roku
Rewolucję lutową i obalenie caratu w 1917 roku Mielgunow przyjął z zadowoleniem. Dołączył do Komitetu Organizacyjnego Ludowej Partii Socjalistycznej. W marcu został mianowany przez Rząd Tymczasowy pełnomocnikiem odpowiedzialnym za kontrolę nad archiwami Ministerstwa Spraw Wewnętrznych w Moskwie. Zgodnie z dekretem Rządu Tymczasowego od 22 marca 1917 roku, Mielgunow przewodził komisji czuwającej nad rozwojem spraw politycznych miasta Moskwy (archiwum spraw politycznych Moskwy), w którym były zebrane dokumenty dotyczące ruchu rewolucyjnego.
Stosunek Mielgunowa do przewrotu bolszewickiego (rewolucji październikowej) był nieufny, ale nie wrogi. Czas anarchii Rządu Tymczasowego zmęczył wszystkich. Ponadto Mielgunow był socjalistą i znał wielu wybitnych bolszewików, którzy byli bezpośrednimi organizatorami i uczestnikami wydarzeń w Moskwie w październiku i listopadzie 1917 roku. Jednak podpisanie pokoju brzeskiego i szybkie zadeptanie demokratycznych osiągnięć Rządu Tymczasowego przez bolszewików spowodowało, że Mielgunow prawie już przekonany do ich idei, został ich zaciętym wrogiem.

### „Podziemie”
Mielgunow został jednym z niewielu socjalistycznych przywódców, którzy rozpoczęli bezpośrednią współpracę z podziemnymi organizacjami monarchistycznymi wspierającymi utworzenie Armii Ochotniczej.
Wiosną 1918 roku utworzyła się jedna z najsilniejszych organizacji antybolszewickich - Związek Odrodzenia Rosji, w którego skład weszli przedstawiciele frontu antybolszewickiego – eserowcy, mienszewicy i lewicowi kadeci. Mielgunow zajął w organizacji miejsce jednego z liderów.
„Unia Odrodzenia” otrzymała milion rubli od misji sojuszniczych Ententy na swoją działalność. Część tych pieniędzy przekazano Armii Ochotniczej, a pozostałe 300 tysięcy Borys Sawinkow otrzymał osobiście z rąk Mielgunowa. Bolszewicy nic nie wiedzieli o podziemnej działalności Mielgunowa.
Po nieudanym zamachu na Lenina w nocy z 31 sierpnia na 1 września 1918 roku w Moskwie i Piotrogrodzie rozpoczęły się masowe aresztowania. Pośród aresztowanych znalazł się i Mielgunow. Trafił na Łubiankę 11. Według jego słów panowało tam „Królestwo Łotyszy"! I to takich, którzy ni w ząb nie znają rosyjskiego". Potem zaliczył Butyrki. Tu poznał na własnej skórze nie tylko „trudności mieszkaniowe” (w celi dla stu osób upchano ponad trzystu), doświadczył też tortury bezsennych nocy.
Historyka przesłuchiwał sam Feliks Dzierżyński. Po burzliwej trzygodzinnej dyskusji, w której trakcie (według słów Mielgunowa) udało mu się prawie „przeagitować” samego „żelaznego Feliksa”, obwiniając go o bezprawne działania terrorystyczne, Mielgunow zostaje wypuszczony na wolność. Poręczył za niego sam Dzierżyński.
Po kilku dniach na rozkaz Jakowa Petersa został aresztowany ponownie. Wolność odzyskał dzięki interwencji Władimira Korolenki, byłych współpracowników i autorów publikacji w „Głosie przeszłości” – bolszewików Płatona Kierżeńcewa, Fritze, Dawida Riazanowa.
Ruszyły nowe represje skierowane przeciw historykowi. Wytrzymał 23 rewizje i 5 aresztów, 6 miesięcy ukrywał się przed czekistami. Żył w podziemiu, zmieniał adresy. Wieczny strach, fałszywe dokumenty, taki tryb życia był dla niego nie do zniesienia. Zapytał znajomych bolszewików (Lwa Kamieniewa, Dawida Riazanowa) czy może już wyjść z podziemia? Ci wyrazili zgodę, lecz gdy w połowie lutego 1920 roku historyk wrócił do swojego mieszkania, natychmiast został aresztowany.
Aresztowania dokonał pełnomocnik oddziału specjalnego WCZK-a Jakow Agranow. Ze wspomnień żony historyka – „był bardzo skuteczny: na głowie miał hełm z kolczugą opadającą na ramiona, po zęby uzbrojony, stojący za nim dwaj żołnierze stuknęli obcasami o podłogę". W więzieniu spędził półtora roku. Siedząc sam w celi, napisał ogromną pracę o wielkiej rewolucji francuskiej (praca nigdy niewydana), napisał wspomnienia z wojny światowej i sporą ilość pomniejszych prac na różne tematy historyczne. Żyjąc już na emigracji opublikował część swoich prac nadając im tytuł „Cela 33. Wewnętrzne więzienie oddziału Specjalnego WCZK-a".

### „Taktyczne Centrum”
W sierpniu 1920 roku Mielgunow został skazany na karę śmierci w tak zwanej sprawie „Taktyczne centrum”, którą mu zamieniono na 10 lat więzienia.
Jeśli wierzyć we wspomnienia Mielgunowa i jeszcze kilku pozostałych przy życiu uczestników tej głośnej sprawy, żadnego „Taktycznego Centrum” będącego organizacją kontrrewolucyjną nie było. W Moskwie było wiele podziemnych organizacji, których przywódcy znali się osobiście i od czasu do czasu spotykali się ze sobą w prywatnych mieszkaniach. Sprawa „Taktycznego Centrum” była jedną z pierwszych tak głośnych przeciw kontrrewolucjonistom w sierpniu 1920 roku. Sprawa ta praktycznie w pełni została zainspirowana przez WCZK-a, a ściślej rzecz ujmując przez Jakowa Agranowa. Osądzonego 20 lipca 1937 roku za przynależność do organizacji antysowieckiej, rozstrzelanego 1 sierpnia 1938 roku. Mimo wielu starań rodziny nigdy nie został zrehabilitowany.
Na ławie oskarżonych siedziało 28 ludzi, same znamienitości tamtych czasów: czterech przywódców: D.M. Szczepkin, S.M. Leontiew, S.E. Trubecki i Mielgunow (O.P. Gerasmiow zmarł w więzieniu w trakcie śledztwa). Profesorowie S.P. Kalcow, W.M. Ustinow, G.W. Sergiewski, W.S. Muralewicz, P.N. Kapteriew. Znani szeroko w społeczeństwie W.N. Murawjew, N.M. Kiszkin, D.D. Protopow, S.D. Urusow, Wasilij Rozanow. Ekonomista Nikołaj Kondratiew, fabrykant Sawwa Morozow, córka Lwa Tołstoja Aleksandra i wielu innych.
W trakcie śledztwa WCZK-a wykorzystało najobrzydliwsze sposoby wpływania na zeznania. W stosunku do oskarżonych wykorzystywano prowokacje, kłamstwa, naciski, które najczęściej nie miały nic wspólnego z prowadzonym śledztwem. Środki, jakich użyło WCZK-a przyniosły spodziewane efekty, w rezultacie których jeden z podejrzanych pogrążył siebie i swoich znajomych, inni zeznawali prawdę, prawdę którą potem wykorzystano przeciw nim. Później Nikołaj Krylenko twierdził, że na procesie oskarżeni w pełni się „pokajali” i zrobili „rachunek sumienia". Zapomniał jednak dodać, że ci "pokajani" wyszli na wolność prosto z sali sądowej i otrzymali ciepłe posadki w sowieckiej służbie: S.A. Kotlarewski, Nikołaj Winogradzki, S.D. Urusow, W.M. Ustinow, W.S. Muralewicz, G.W. Sergiejewski, M.S. Feldztejn i Nikołaj Kondratiew. Pozostali zachowali się godnie i dostojnie.
„Dostojeństwo i godność swoim zachowaniem pokazała Aleksandra Lwowna, która się pogrążyła w ostatnim słowie mówiąc, że jako córka Lwa Tołstoja, nie uznaje tego sądu, a cały proces i pracę tego sowieckiego sądu uważa za gwałt” – pisała o córce wielkiego pisarza, która została skazana na trzy lata obozu koncentracyjnego P.E. Mielgunowa.
Pod presją społeczności naukowej i z inicjatywy Wiery Figner, Piotra Kropotkina i Władimira Korolenki, Mielgunowa zwolniono z więzienia 13 lutego 1921 roku – w dniu pogrzebu Piotra Kropotkina.
W maju 1922 roku po zakończeniu procesu partii eserów, Mielgunowa znowu aresztowano i skazano na zsyłkę. Jednak w tym czasie wszystkie wyroki skazujące w procesie „Taktycznego Centrum” i partii eserów zamieniono na wygnanie z Sowieckiej Rosji. Na listę wygnanych Mielgunow trafił tylko dzięki Wierze Figner. W październiku 1922 roku opuścił Rosję na zawsze, wraz z żoną. Wkrótce po wyjeździe został pozbawiony obywatelstwa, powodem są jego publikacje na temat czerwonego terroru.
W latach 1920–50 Mielgunow napisał wiele książek, z których najbardziej znaną jest „Czerwony terror w Rosji 1918-1923” (pierwszy raz wydana w Berlinie w 1923 roku). Do końca swojego życia Mielgunow był zawziętym przeciwnikiem bolszewików, uważającym, że jedynym sposobem ich obalenia jest walka zbrojna. Uważał za konieczne utworzenie jednego frontu całego spektrum politycznego rosyjskiej emigracji.

#### Książka Siergieja Mielgunowa "Czerwony terror w Rosji" i jej znaczenie
Ze wszystkich prac naukowych i historyczno-publicystycznych książka Mielgunowa „Czerwony terror w Rosji” wywołała największy międzynarodowy wydźwięk. Już jesienią 1923 roku gazety emigranckie informowały, że historyk Mielgunow przygotowuje książkę o wywołanym przez bolszewików terrorze, który jakoby miał być odpowiedzią na burżuazyjny „biały terror".
Pierwszy raz książkę oddano do druku w Niemczech w końcu 1923 roku. Napisanie książki kosztowało Mielgunowa „sześć bezsennych tygodni i oficjalne pozbawienie rosyjskiego obywatelstwa". Już rok po pierwszym wydaniu ukazało się wydanie drugie uzupełnione. W 1975 i 1985 roku w Nowym Yorku książka doczekała się trzeciego i czwartego wydania. Pierwszego wydania w ZSRR doczekała się dopiero w roku 1990. Książkę przetłumaczono na języki: niemiecki, angielski, hiszpański, holenderski i francuski.
Podstawowe pytanie postawione przez historyka w jego pracy brzmi: czy czerwony terror ma charakter klasowy, czy może jest skierowany przeciw wszystkim ludziom, których bolszewicy chcą ogłosić „wrogami sowieckiej władzy"?
Podczas pracy nad książką historyk wykorzystał szeroką gamę materiałów, łącznie z publikacjami WCZK-a i „czerezwyczajek”, świadectwami naocznych świadków i materiały oficjalnej sowieckiej prasy.
Mielgunow, pisząc tę książkę, stworzył pełny raport tego, co przeżyła Rosja, a także dość dokładnie zliczył ofiary rewolucyjnego terroru w czasie. W swojej pracy zgrupował i zrobił podsumowanie znanych sobie faktów, kładąc nacisk na ponadczasowość materiału zawartego w tej książce.
Książka została wydana w trudnych warunkach: w Europie trwał proces M. Conradii (biała emigracja), który zabił z chęci „zemsty na bolszewikach za okrucieństwa WCZK-a” sowieckiego dyplomatę Wacława Worowskiego. W istocie jednak był to proces na WCZK-a: wielu świadków swoimi zeznaniami dawało świadectwo o swoich przeżyciach w Rosji. Uczestnictwo w procesie S.P. Mielgunowa odegrało ważną rolę. Na prośbę obrońcy (Théodore Aubert) historyk wierny swoim ideałom, uważał za konieczne doprowadzenie do zapoznania się Europy z faktem rosyjskich działalności, przedstawił obszerny materiał charakteryzujący „czerwony terror” w Rosji.
Pierwsze wydanie książki było zauważone przez całą prasę zagraniczną. Wszyscy widzieli zasługę autora, który wiernie i skrupulatnie usystematyzował cały materiał, charakteryzujący zjawisko bolszewickiego „czerwonego terroru".
Drugie wydanie pracy Mielgunowa było przygotowane z wykorzystaniem materiałów Specjalnej Komisji Śledczej ze śledztwa w sprawie zbrodni bolszewików przy głównodowodzącym Sił Zbrojnych Południa Rosji generale Antonie Denikinie. Te materiały zostały wywiezione z już sowieckiej Rosji na przełomie lat 1919-1920 przez jej przewodniczącego G.A. Meinharda. Celem komisji było zbieranie materiałów, by w przyszłości móc przeprowadzić śledztwo w sprawie zbrodni bolszewickiego rządu, zeznania świadków, wyjaśnienie okoliczności śmierci ludzi, identyfikacja ofiar. Ponadto jej pracownicy zajmowali się zebraniem świadectw o działalności sowieckich instytucji rządowych w dziedzinie wymiaru sprawiedliwości, edukacji, ekonomii, religii w celu udowodnienia antypaństwowej działalności bolszewizmu oraz porównania między obietnicami, jakie dawali, a ich wypełnieniem. Zebrane materiały dawały obszerną bazę do śledzenia historii „czerwonego terroru” w Rosji. W tamtym czasie większa ich część przechowywana była w Niemczech i była niedostępna dla szerszego kręgu badaczy. Dlatego książka Mielgunowa i wykorzystane w niej materiały mogą być przez ówczesnych historyków, traktowane jako swojego rodzaju źródło historyczne będące ilustracją demagogii ideologów komunizmu.
Co zaś tyczy się historyczno-politycznego znaczenia książki „Czerwony terror w Rosji”, miała ona wpływ nie tylko w Europie w chwili się jej ukazania, miała ona też wpływ na ZSRR, gdy wydano ją po raz pierwszy w 1990 roku.
Jak zauważa współczesny biograf S.P. Mielgunowa, J.N. Emiljanow, historyk udowodnił na podstawie zebranych faktów, że „czerwony terror” nie był terrorem proletariatu jako klasy, "czerwony terror" był typowym terrorem grupy partyjnej RKP(b), "czerwony terror" był partyjną i ideologiczną dyktaturą władzy.
W dużej części dzięki tej książce, w postsowieckim społeczeństwie miała miejsce weryfikacja wcześniejszych poglądów, zaczęły się łamać przestarzałe poglądy i wyobrażenia o odległej epoce rewolucji i wojnie domowej.

### Ostatnie lata życia
W trakcie II wojny światowej Mielgunow mieszkał we Francji, niedaleko Paryża. Zdecydowanie odrzucił jakąkolwiek formę współpracy z III Rzeszą, potępiał emigrantów, którzy byli gotowi w imię „wyzwolenia” Rosji od komunizmu współpracować z Niemcami. Jego pozycja była bliższa „obrońcom”, niż „atakującym”, lecz nigdy nie podzielał politycznej naiwności tych „obrońców”, którzy uważali, że stalinowski reżim, skłonił się w czasie wojny ku patriotyzmowi narodowemu. Po zakończeniu wojny wielu „obrońców” razem z Iwanem Buninem, zrozumiawszy swój błąd, powróciło na bezwzględną drogę walki z komunizmem. W ostatnich latach życia Mielgunow występował przeciw nastrojom prosowieckim, pojawiających się w kręgach „starej” emigracji pod wpływem wygrania wojny przez ZSRR. Mielgunow twierdził, że „nie należy wierzyć Stalinowi”, „nadzieja na pokojową ewolucję bolszewickiej władzy, na pokojowe współżycie z czerwonym imperium to utopia". W tym tonie publikował we Francji od 1946 roku swoje artykuły w „Wolnym głosie” i „Rosyjskim demokracie".
Artykuły miały charakter historyczno-publicystyczny, były rozmyśleniami, a niekiedy informował w nich o losach powojennych reemigrantów i repatriantów, którzy dobrowolnie lub pod przymusem wrócili do ZSRR. Od roku 1950 do roku 1954 Mielgunow był redaktorem naczelnym miesięcznika „Odrodzenie". Od 1948 roku był przewodniczącym Związku Walki o Wolność Rosji; od 1951 roku przewodniczący Koordynacyjnego Centrum Walki z Bolszewizmem.
W ostatnich latach swojego życia wydał w Paryżu książkę „Losy imperatora Mikołaja II po abdykacji” (1951), „Jak bolszewicy przejęli władzę: październikowy przewrót 1917 roku” (1953), „Marcowe dni 1917 roku” (1956). Pośmiertnie ukazały się jego książki „Legenda o oddzielnym pokoju” (1957) i „Wspomnienia i dzienniki”, przygotowane do publikacji przez jego żonę P.E. Stapanowa-Mielgunow (1964).
Siergiej Pawłowicz Mielgunow został zrehabilitowany w 1992 roku.

## Polskie wydania
Najważniejszą książkę Mielgunowa pt. "Czerwony terror w Rosji 1918-1923" wydano w Polsce dwukrotnie - najpierw w 2016 roku nakładem wydawnictwa Komograf, a następnie w 2024 roku nakładem wydawnictwa Magna Polonia.